# Shao Jieni
Shao Jieni (* 25. Januar 1994 in Anshan, Volksrepublik China) ist eine aus China stammende portugiesische Tischtennisspielerin. Sie nahm von 2015 bis 2022 und 2024 an den Europameisterschaften sowie an den Olympischen Spielen 2016 teil.

## Werdegang
Mit sechs Jahren begann Shao Jieni mit dem Tischtennissport. 2010 kam sie ins portugiesische Gondomar. 2015 erhielt sie die portugiesische Staatsbürgerschaft und war fortan für Portugal spielberechtigt. Sie qualifizierte sich 2016 über ihre Position in der Weltrangliste für die Teilnahme am Einzelwettbewerb der Olympischen Spiele in Rio de Janeiro. Hier schied sie gegen die amerikanische Lily Zhang aus.